# Megarafonus haigi
Megarafonus haigi är en skalbaggsart som beskrevs av Chandler 2003. Megarafonus haigi ingår i släktet Megarafonus och familjen kortvingar. Inga underarter finns listade i Catalogue of Life.